# Mabel Lapacó
Mabel Lapacó (1930 - Buenos Aires, 22 januari 2016) was een Argentijns modernistisch architecte. Ze is bekend geworden door haar brutalistische gebouwen.
Ze studeerde architectuur aan de Universiteit van Buenos Aires. Hier ontmoette ze Osvaldo Bidinost, haar latere echtgenoot met wie ze gedurende haar carrière veelvuldig samen zou werken. 
Ze stierf op 22 januari 2016 in Buenos Aires.

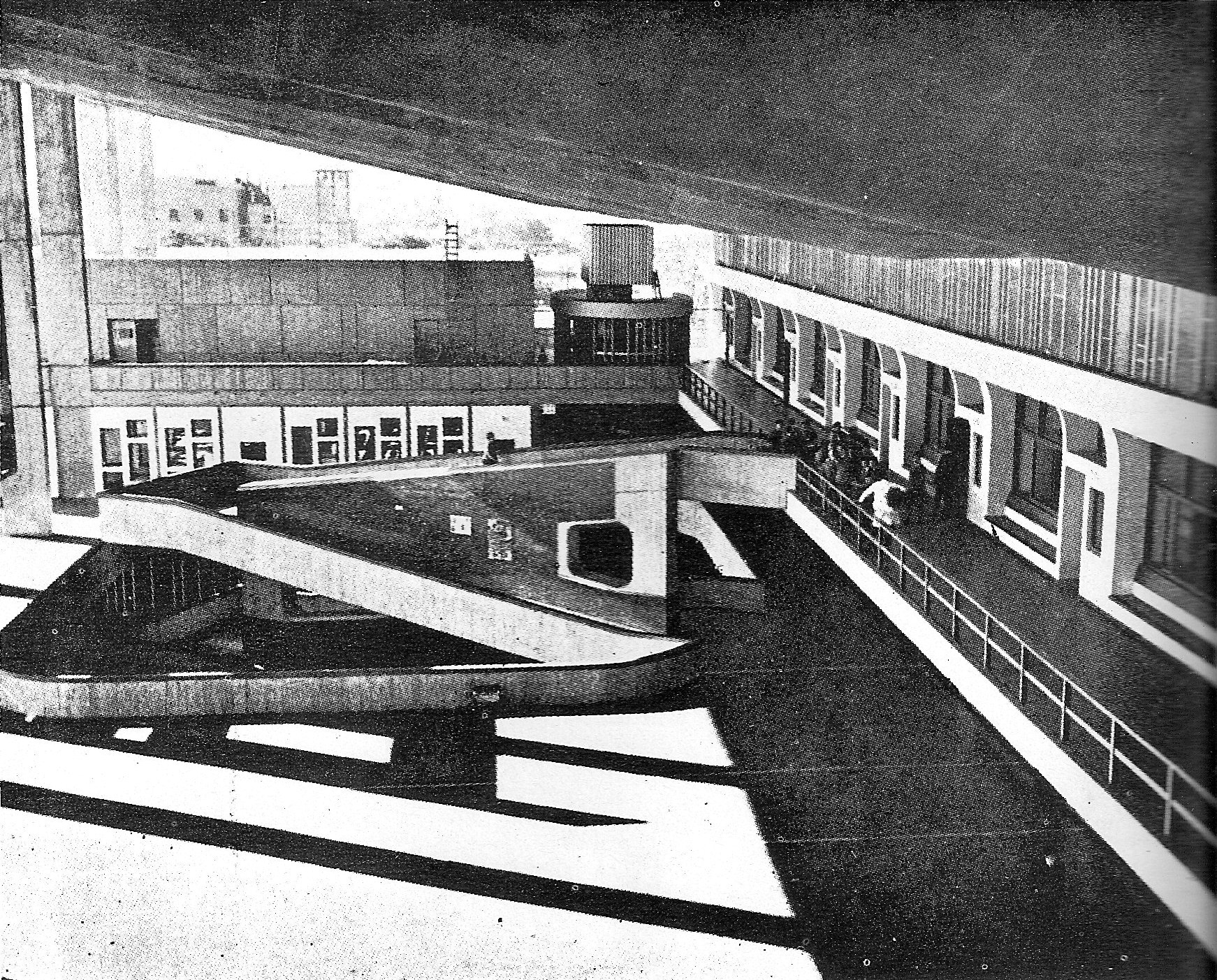
Escuela Superior de Comercio Manuel Belgrano (1959)